# Bara Bazar
Bara Bazar är en del av en befolkad plats i Indien.   Den ligger i distriktet Kolkata och delstaten Västbengalen, i den östra delen av landet, 1 300 km sydost om huvudstaden New Delhi. Bara Bazar ligger 15 meter över havet och antalet invånare är 7 985.
Terrängen runt Bara Bazar är mycket platt. Runt Bara Bazar är det mycket tätbefolkat, med 10 000 invånare per kvadratkilometer. Närmaste större samhälle är Calcutta, 1,4 km öster om Bara Bazar. Runt Bara Bazar är det i huvudsak tätbebyggt.